# NFA-Cup 2024
Der NFA-Cup 2024 der namibischen Vereinsfußballmannschaften soll ab dem 9. März 2024 stattfinden. Es ist die erste Austragung seit drei Jahren. Erstmals tritt das Sportwettenunternehmen PstBet als namensgebender Hauptsponsor auf. Für den Wettbewerb werden sechs Millionen Namibia-Dollar bereitgestellt. Titelverteidiger ist der Civics FC.
Zudem soll der Pokalwettbewerb zum ersten Mal auch für Frauenfußballmannschaften ausgetragen werden.

## Männer

### Preisgelder
- Sieger: N$ 500.000
- Zweiter: N$ 250.000
- Dritter: N$ 100.000
- 4. Platz: N$ 50.000

### Teilnehmer
Am NFA-Cup 2024 nehmen 32 Mannschaften teil. Die 16 Erstligisten aus der Namibia Premier Football League 2023/24 sind automatisch für die Hauptrunde qualifiziert. Die drei zweiten Teilligen der Namibia First Division 2023/24 spielen jeweils einen Teilnehmer aus. Hinzu kommen 14 Sieger der regionalen Namibia Second Division. Da dieses insgesamt 33 Teilnehmer bedeuten würden, wird ein Entscheidungsspiel der Drittligisten ausgelost, in dem der Gewinner in die Hauptrunde einzieht.

### Qualifikation

#### 2. Ligen
- Nordosten: Further Fighters
- Nordwesten: Golden Bigs
- Süden Eleven Arrows

#### 3. Ligen
- Erongo: Swakopmund FC
- Hardap: Friends FC
- Kavango-Ost: Sunrise FC
- Kavango-West: LK United FC
- Khomas: Swallows FC
- ǁKharasKlicklaut: Youngsters FC
- Kunene:
- Ohangwena: Hamutu Mbangela Stars FC
- Omaheke:
- Omusati: UNAM Ogongo FC
- Oshana: African United FC
- Oshikoto: Gerros Uri-khob Football Academy
- Otjozondjupa: Airmasters FC
- Sambesi: Oryza Sativa FC

### Vorrunde
| Datum        |                          | Ergebnis        |                  | Austragungsort       |
| ------------ | ------------------------ | --------------- | ---------------- | -------------------- |
| 5. Mai 2024  | Youngsters FC            | 1:3             | Okahandja United | Independence Stadium |
| 5. Mai 2024  | Khomas Nampol            | 4:0             | Swallows FC      | Independence Stadium |
| 5. Mai 2024  | Young African            | 1:1 (5:3 i. E.) | Golden Bigs      | Omulunga-Stadion     |
| 5. Mai 2024  | Khaibasen                | 0:5             | African Stars    | Independence Stadium |
| 5. Mai 2024  | Julinho FC               | 8:1             | Friends FC       | Independence Stadium |
| 12. Mai 2024 | Eleven Arrows            | 0:2             | Mighty Gunners   | Independence Stadium |
| 12. Mai 2024 | Eeshoke Chula Chula      | 3:2             | Blue Waters FC   | Independence Stadium |
| 11. Mai 2024 | Swakopmund Sport Club    | 0:5             | Civics FC        | UNAM-Stadion         |
| 5. Mai 2024  | Ongos                    | 1:0             | African United   | Omulunga-Stadion     |
| 5. Mai 2024  | UNAM Ogongo              | 2:4             | Tigers FC        | Omulunga-Stadion     |
| 5. Mai 2024  | Hamutu Mbangela Stars FC | 1:6             | Young Brazilians | Independence Stadium |
| 11. Mai 2024 | UNAM FC                  | 13:0            | LK United FC     | UNAM-Stadion         |
| 12. Mai 2024 | Airmasters FC            | 0:1             | Life Fighters FC | Omulunga-Stadion     |
| 11. Mai 2024 | Sunrise FC               | 0:3             | Orlando Pirates  | Omulunga-Stadion     |
| 12. Mai 2024 | Okakarara Young Warriors | 0:2             | Further Fighters | Omulunga-Stadion     |
| 11. Mai 2024 | Oryza Sativa FC          | 1:1 (4:2 n. E.) | Gerros Uri-Khob  | Omulunga-Stadion     |

### Hauptrunde

#### Achtelfinale
| Datum        |                     | Ergebnis        |                  | Austragungsort                  |
| ------------ | ------------------- | --------------- | ---------------- | ------------------------------- |
| 18. Mai 2024 | Oryza Sativa        | 1:0             | Life Fighters    | Independence Stadium (Oshakati) |
| 18. Mai 2024 | Eeshoke Chula Chula | 1:0             | UNAM             | Independence Stadium (Oshakati) |
| 19. Mai 2024 | Okahandja United    | 3:1             | Julinho Sporting | Independence Stadium (Oshakati) |
| 19. Mai 2024 | Mighty Gunners      | 4:0             | Further Fighters | Independence Stadium (Oshakati) |
| 18. Mai 2024 | Young African       | 0:2             | Young Brazilians | Vineta-Stadion                  |
| 18. Mai 2024 | Khomas Nampol       | 3:2             | Ongos            | Vineta-Stadion                  |
| 19. Mai 2024 | Tigers              | 0:0 (7:6 i. E.) | Civics           | Vineta-Stadion                  |
| 19. Mai 2024 | African Stars       | 4:0             | Orlando Pirates  | Vineta-Stadion                  |

#### Viertelfinale
| Datum        |                  | Ergebnis |                     | Austragungsort                  |
| ------------ | ---------------- | -------- | ------------------- | ------------------------------- |
| 25. Mai 2024 | African Stars    | 2:0      | Tigers              | Independence Stadium (Oshakati) |
| 25. Mai 2024 | Young Brazilians | 4:2      | Oryza Sativa        | Independence Stadium (Oshakati) |
| 26. Mai 2024 | Khomas Nampol    | 1:0      | Okahandja United    | Independence Stadium (Oshakati) |
| 26. Mai 2024 | Mighty Gunners   | 0:1      | Eeshoke Chula Chula | Independence Stadium (Oshakati) |

#### Halbfinale
| Datum         |                     | Ergebnis        |                  | Austragungsort    |
| ------------- | ------------------- | --------------- | ---------------- | ----------------- |
| 15. Juni 2024 | Eeshoke Chula Chula | 1:1 (3:4 i. E.) | Young Brazilians | Mariental-Stadion |
| 16. Juni 2024 | African Stars       | 1:1 (3:2 i. E.) | Khomas Nampol    | Mariental-Stadion |

#### Spiel um Platz 3
| Datum         |                     | Ergebnis |               | Austragungsort                 |
| ------------- | ------------------- | -------- | ------------- | ------------------------------ |
| 27. Juli 2024 | Eeshoke Chula Chula | 2:3      | Khomas Nampol | Independence Stadium, Windhoek |

#### Finale
| Datum         |               | Ergebnis |                  | Austragungsort                 |
| ------------- | ------------- | -------- | ---------------- | ------------------------------ |
| 27. Juli 2024 | African Stars | 2:1      | Young Brazilians | Independence Stadium, Windhoek |

## Frauen

### Preisgelder
- Sieger: N$ 250.000
- Zweiter: N$ 120.000
- Dritter: N$ 70.000
- 4. Platz: N$ 40.000

### Teilnehmer
Spielberechtigt für die erstmalige Austragung des NFA-Cups im Frauenfußball sind alle zwölf Erstligamannschaften der Namibia Women’s Super League 2023/24.

### Vorrunde
| Datum        |                      | Ergebnis        |                  | Austragungsort                  |
| ------------ | -------------------- | --------------- | ---------------- | ------------------------------- |
| 18. Mai 2024 | Beauties FC          | ?:? (?:? i. E.) | V-Power Angels   | Independence Stadium (Oshakati) |
| 19. Mai 2024 | Khomas Nampol Ladies | 4:0             | Girls & Goals FC | Vineta-Stadion                  |
| 18. Mai 2024 | UNAM Bokkies         | 1:0             | Ongwediva Queens | Independence Stadium (Oshakati) |
| 29. Mai 2024 | Ongos Ladies         | 5:2             | Namib Daughters  | Vineta-Stadion                  |

### Hauptrunde

#### Viertelfinale
Qualifiziert waren automatisch Arrows Ladies, Okahandja FC, NUST Babes und Ramblers Women.
| Datum        |                      | Ergebnis |                 | Austragungsort                  |
| ------------ | -------------------- | -------- | --------------- | ------------------------------- |
| 25. Mai 2024 | Khomas Nampol Ladies | 2:1      | Arrows Ladies   | Independence Stadium (Oshakati) |
| 25. Mai 2024 | Okahandja FC         | 2:4      | NUST Babes      | Independence Stadium (Oshakati) |
| 26. Mai 2024 | Beauties             | 2:1      | UNAM Bokkies    | Independence Stadium (Oshakati) |
| 26. Mai 2024 | Ongos Ladies         | 3:0      | Ramblers Ladies | Independence Stadium (Oshakati) |

#### Halbfinale
| Datum         |                      | Ergebnis |            | Austragungsort    |
| ------------- | -------------------- | -------- | ---------- | ----------------- |
| 15. Juni 2024 | Ongos Ladies         | 8:0      | NUST Babes | Mariental-Stadion |
| 16. Juni 2024 | Khomas Nampol Ladies | 2:0      | Beauties   | Mariental-Stadion |

#### Spiel um Platz 3
| Datum         |            | Ergebnis |          | Austragungsort                 |
| ------------- | ---------- | -------- | -------- | ------------------------------ |
| 27. Juli 2024 | NUST Babes | 0:3      | Beauties | Independence Stadium, Windhoek |

#### Finale
| Datum         |              | Ergebnis |                      | Austragungsort                 |
| ------------- | ------------ | -------- | -------------------- | ------------------------------ |
| 27. Juli 2024 | Ongos Ladies | 2:1      | Khomas Nampol Ladies | Independence Stadium, Windhoek |